# Lima (football, 1983)
Pour les articles homonymes, voir Lima (homonymie).
Rodrigo José Lima dos Santos, connu sous le nom de Lima est un ancien footballeur brésilien, né le 11 mai 1983 à Monte Alegre. Il évoluait au poste d'avant-centre.
Lima à la particularité d'avoir disputé trois finales de Ligue Europa, sans en remporter une seule.

## Biographie
Il est co-meilleur buteur du championnat du Portugal lors de la saison 2011-2012 avec 20 buts, à égalité avec le joueur paraguayen Óscar Cardozo.
Le 24 juillet 2015, il quitte le Benfica Lisbonne pour les Émirats et Al-Ahli pour un montant avoisinant les 7 millions d'euros.
Il prend officiellement sa retraite le 21 janvier 2019 à la suite de blessures, après deux années sans clubs.

## Palmarès
Avec le Paysandu :
- Champion du Pará en 2005

Avec le Sporting Braga :
- Finaliste de la Ligue Europa en 2011

Avec le Benfica Lisbonne :
- Championnat du Portugal en 2014 et 2015
- Vice-champion du Portugal en 2013
- Vainqueur de la Coupe du Portugal en 2014
- Finaliste de la Coupe du Portugal en 2013
- Vainqueur de la Coupe de la ligue en 2014 et 2015
- Finaliste de la Ligue Europa en 2013 et 2014

Avec Al-Ahli Duba :
- Championnat des Émirats arabes unis en 2016